# Cessna 140

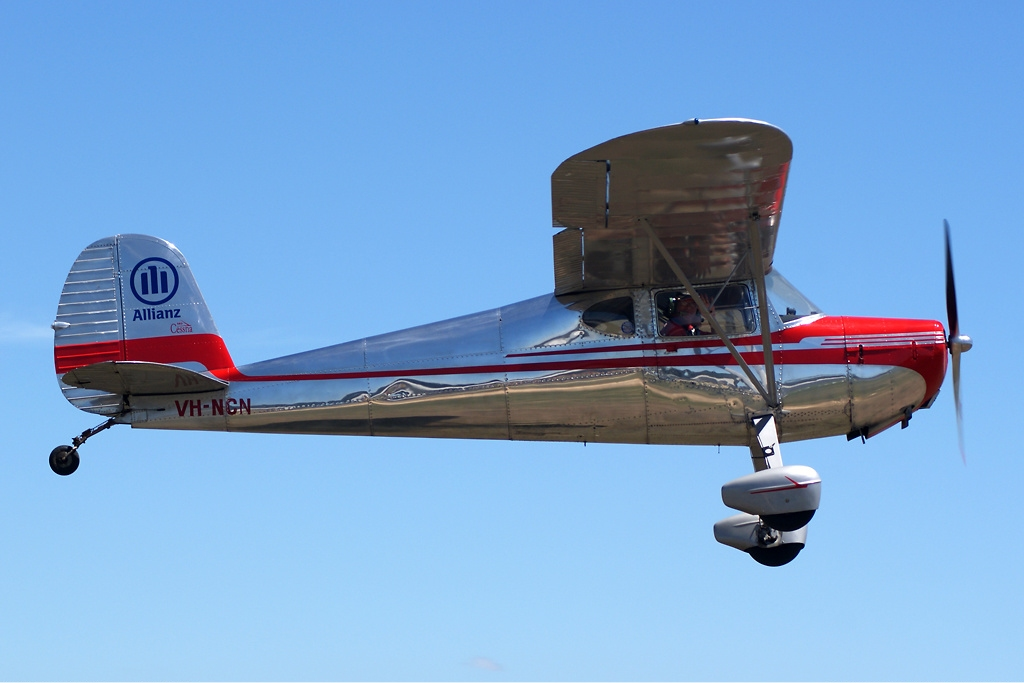
Cessna 140

De Cessna 120, 140 en 140A zijn Amerikaanse eenmotorige hoogdekker sportvliegtuigen met een vast conventioneel landingsgestel met staartwiel. De Cessna 140 met twee zitplaatsen maakte zijn eerste vlucht op 28 juni 1945. Totaal zijn er, inclusief alle varianten, door vliegtuigfabrikant Cessna 7664 stuks van gebouwd. De 120, 140 en 140A modelserie werd in 1959 opgevolgd door de Cessna 150 met een neuswielonderstel.

## Ontwikkeling

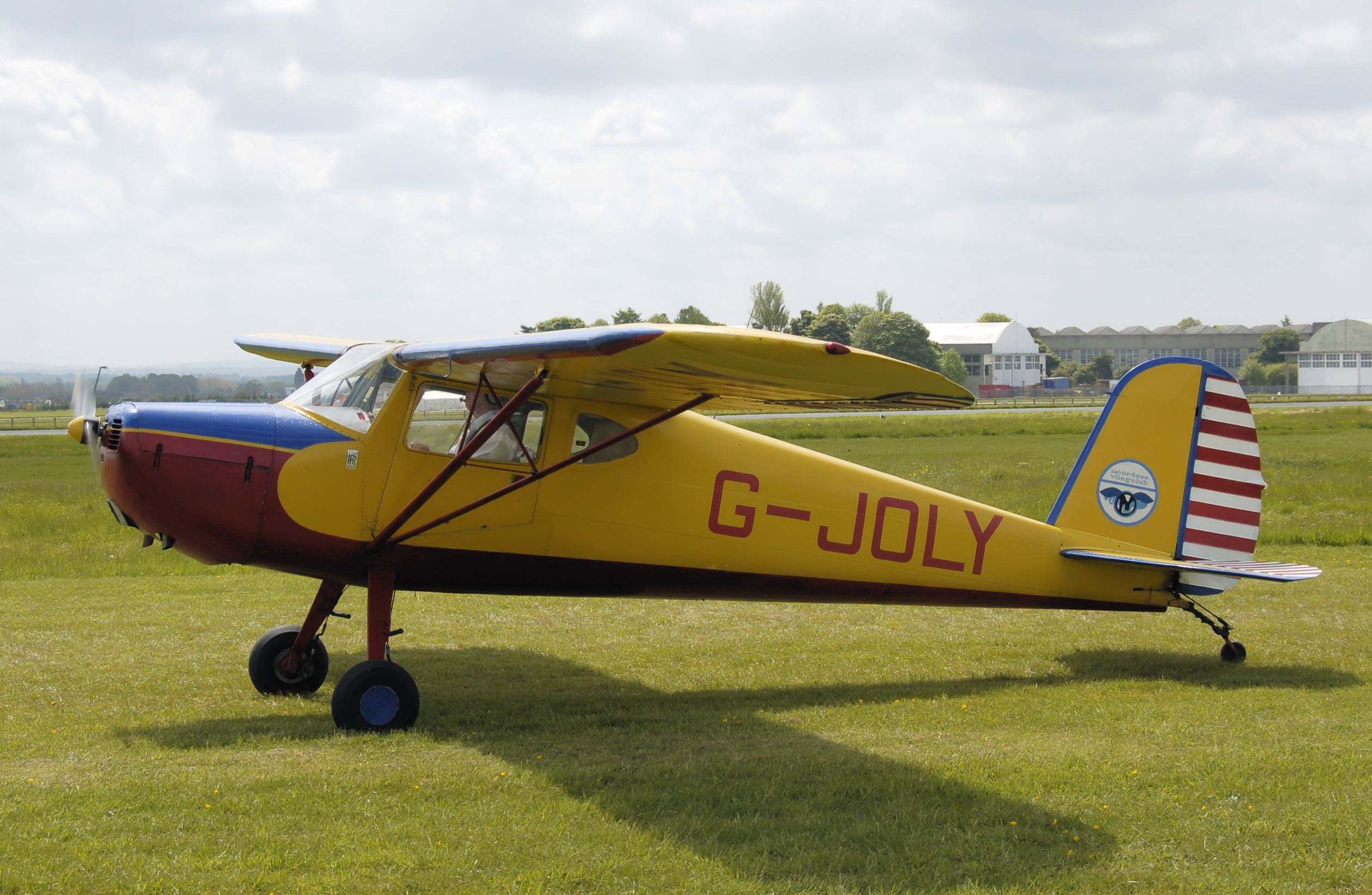
Cessna 120

### Cessna 140
Standaard was de Cessna 140 uitgerust met een viercilinder Continental motor van 85 pk. Een 90 pk versie was optioneel. De Romp was gebouwd van metaal. De vleugels waren bespannen met doek en bevestigd aan de romp met dubbele vleugelstijlen. De grotere Cessna 170 was een vierzitter met een zwaardere motor.

### Cessna 120
De Cessna 120 was een goedkopere versie van de 140 welke tegelijkertijd werd geproduceerd. De 120 was uitgerust met dezelfde motor als de 140 , maar zonder vleugelflaps en achterste zijruiten. Een batterij, elektrische starter, radio en verlichting waren optioneel. In de loop der tijd zijn vele 120 modellen aangevuld tot het uitrustingsniveau van de Cessna 140. Een 120 is echter altijd nog te herkennen aan het ontbreken van flaps. Met de komst van de Cessna 140A in 1949 werd model 120 uit productie genomen.

### Cessna 140A
De Cessna 140A werd in 1949 geïntroduceerd. De vleugels van de 140A waren bedekt met dunne aluminium platen en waren met enkele vleugelstijlen bevestigd aan de romp. Standaard was de 140A uitgerust met de 90 pk Continental motor, de 85 pk versie bleef echter een optie. De wielpoten waren met 8 centimeter verlengd. Ondanks de verbeteringen werd de 140A geen groot succes en maakte slechts voor zeven procent deel uit van de totale 120/140 productie.

## Modificaties
Veel uitgevoerde modificaties aan de 120/140 modellen waren: 
- De doekbespanning van de vleugels vervangen door aluminium platen, hetgeen aanzienlijk minder onderhoud vergt.
- Verlenging van de wielpoten om te voorkomen dat de propeller de grond raakt tijdens hard remmen.
- Het aanbrengen van extra 'D' zijruiten achter in de 120 romp (waren standaard in de 140).
- Het aanbrengen van een elektrische installatie in de 120. Bedoeld voor een elektrische startmotor, nachtverlichting en avionics.
- Het installeren van een grotere motor. Vooral de conversie naar de Continental O-200 motor van 100 pk is populair.

## Specificaties
- Type: Cessna 140
- Fabriek: Cessna
- Bemanning: 1
- Passagiers: 1
- Lengte: 6,55 m
- Spanwijdte: 10,16 m
- Hoogte: 1,91 m
- Vleugeloppervlak: 14,80 m²
- Leeg gewicht: 404 kg
- Brandstof: 95 liter
- Maximum gewicht: 658 kg

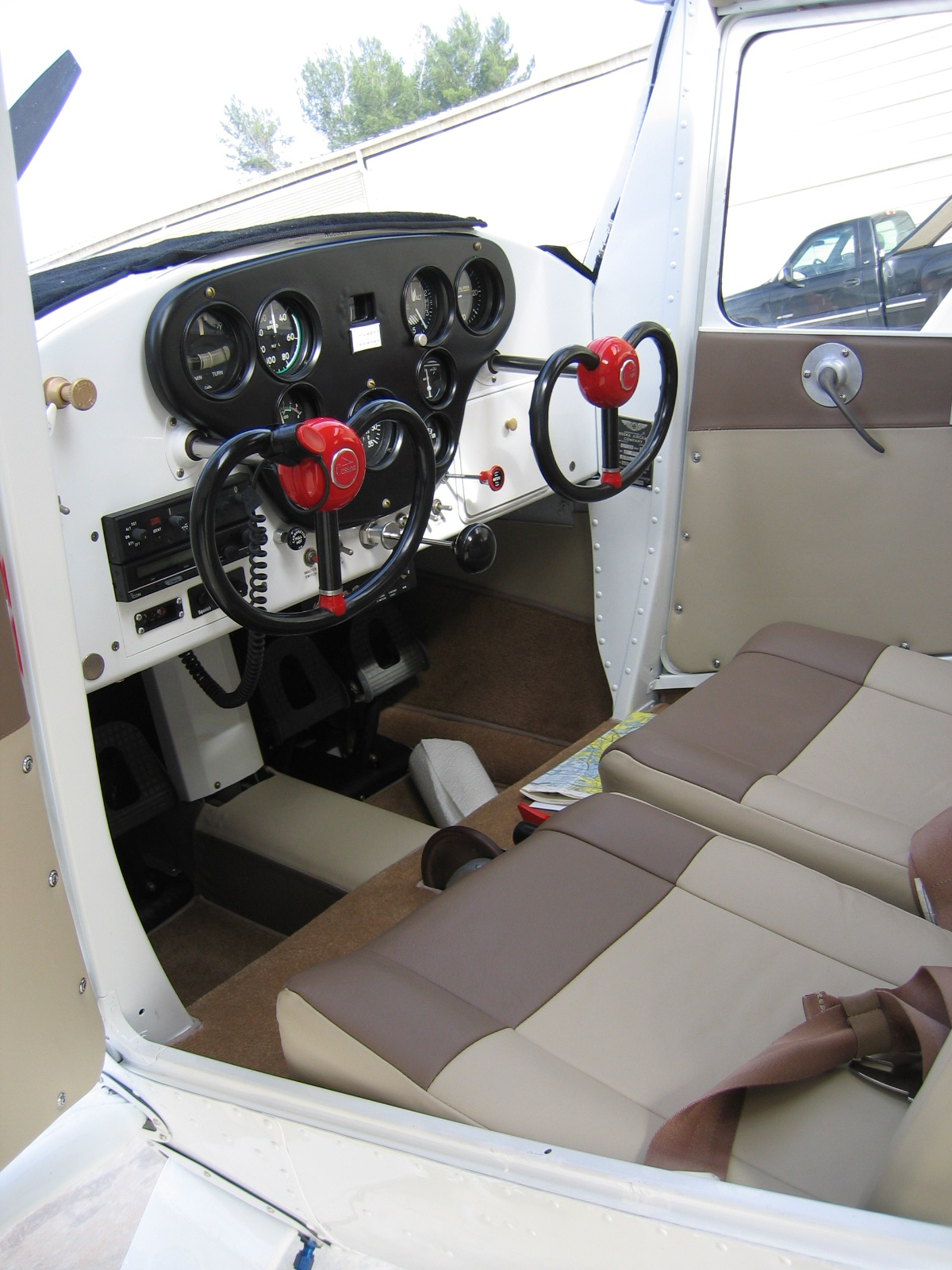
Interieur Cessna 140

- Motor: 1× Continental C-85 viercilinder boxermotor, 85 pk (63 kW)
- Propeller: Tweeblads Sensenich
- Eerste vlucht: 28 juni 1945
- Aantal gebouwd: 7664 (1946-1951)

Prestaties:
- Maximumsnelheid: 201 km/u
- Kruissnelheid: 169 km/u
- Overtreksnelheid: 72 km/u
- Klimsnelheid: 3,5 m/s
- Plafond: 4700 m
- Vliegbereik: 720 km